# Chiricești
Chiricești – wieś w Rumunii, w okręgu Vâlcea, w gminie Lădești. W 2011 roku liczyła 272 mieszkańców.